# カタリ派

「カタリ派の結集のシンボル」とされたオクシタニア十字

カタリ派（カタリは、Cathares）は、10世紀半ばに現れ、フランス南部とイタリア北部で活発となったキリスト教色を帯びた民衆運動。

## 名称
カタリ派という名前は「清浄なもの」を意味するギリシア語の「カタロス」に由来している。名称が初めて記録にあらわれるのは、1181年にケルンで記されたシェーナウのエックベルトの「このころドイツにカタロスがあらわれた」という記述である。
また、カタリ派はアルビ派（アルビジョア派）と呼ばれることもあった。南フランスの都市アルビに由来するこの名前は12世紀終わりに現れるが、実際にはアルビよりもトゥールーズの方がカタリ派は多かった。
カタリ派は地域や時期によって、アルビ派、バタリニ派、ラングドック派などと呼ばれることがある。それらが同じグループなのか、あるいは異なるグループなのかまだ不明な部分が多い。

## 思想
現在カタリ派がどのような思想をもっていたのかを正確に知ることは難しい。カタリ派自体が消滅していて、彼ら自身の資料がほとんどないためである（わずかに残されている資料として『二原理論』と呼ばれる書物がある）。このため、カタリ派の思想については大部分が反駁者たちの書物の偏見の混じった記述からしか知ることができない。
カトリック教会は、カタリ派が二元論的世界観に代表されるグノーシス主義的色彩が濃厚な特異な教義と組織を有していたため、異端認定したと主張している。
カタリ派思想の根本は、神により創造された精神が、悪により創造された肉体・物質に囚われているという思想である。この思考法はグノーシス主義などに類似するものであり、歴史の中で繰り返しあらわれている。カタリ派はボゴミル派からこの思想を受容したとする可能性がある。グノーシス主義が世界はデミウルゴスによって創造されたと考えていたのと異なり、カタリ派は世界を創造したのはサタンであると考えていた。
カタリ派はグノーシス主義と同じように、物質世界に捉えられた魂はこの世を逃れることで非物質世界である天国に到達できると考えた。そしてこの世から逃れるための唯一の方法が、汚れた世俗と関係を断ち切って禁欲生活を送ることであった。このような完全な禁欲生活を送る聖職者のごとき特別な信徒が「完徳者」（ペルフェクティ(Perfecti)）とよばれていた。完徳者には世の人々の罪を取り除き、物質世界とのつながりを断ち切る力があると信じられ、死後はすみやかに天国に行くと考えられていた。完徳者たちが送る完全な禁欲生活は、当時の教会の聖職者たちの堕落した生活とは対照的なものであった。
「帰依者」(credentes)とよばれた一般の信徒たちも「慰めの式」（救慰礼、コンソラメントゥム（Consolamentum））という儀式を受けることができた。これはカタリ派の認める唯一の秘跡であり、帰依者は他の信徒に按手宣誓を行う事で、完徳者としての地位を得ると共に、その義務としての禁欲生活が課せられた。救慰礼は多くの場合帰依者が死に直面した際に行われ、このような原因で救慰礼を受けたものは以後食事を口にする事が禁じられた。しかし、「耐忍」(エンドゥラ、endura)と呼ばれるそれは物質の汚れを受けないための潔斎であり、必ずしも死に至ること自体を目的としているわけではなかった。病気が快復した後は、元の生活に戻ることもあった。救慰礼は異性の信徒に対して行う事は禁じられていた為、結果として女性信徒の地位が一般的なキリスト教と比較して相対的に向上した。カタリ派では何らかの原因で寡婦となった女性が、夫の葬送の後にそのまま救慰礼を受け、完徳者として残りの人生を全うする事が少なくなかった。これは一般的なキリスト教でも修道女という概念で存在するものであるが、カタリ派の女性完徳者は修道女と異なり、救慰礼という秘跡を取り仕切る事も許されていた。
カタリ派は完徳者に対しては、様々な禁忌を課していた。生殖を目的とする性行為も認めず、さらに肉食を禁止し、菜食のみを認めた。肉は生殖の結果であるとされたからであり、生殖の結果である他の食品（鶏卵、チーズ、バター）の摂取も禁じられていた。野菜や果物以外にも魚や海産物はなんでも食べてよかった。なぜ魚がよかったのかというと、当時の人々は魚や海の生き物は生殖行動をせず、海のどこからともなく発生していると考えていたからである。一方、飲酒に関しては制約が少なく、葡萄酒以外の飲用や一般のキリスト教ではタブーとされた酩酊する行為も許されていた。
ただし、一般信徒に対してはこのような禁忌はなく、生殖も肉食も許されていた。
カタリ派は新約聖書およびその外典のみを認め、旧約聖書を認めなかった。新約聖書の中にある二元論的表現や、平等主義的な表現を重視し、そこから教義を展開した。巨大な教会は作らず、完徳者を中心とした小規模な信徒のグループを作った。
カタリ派は、神による一元的な創造、三位一体、幼児の洗礼、免罪符、階層的な教会組織などを認めなかったため、カトリック教会からは激しく非難されることになった。

## 歴史

### 発生

思想の地域の変遷

カタリ派の思想は東ヨーロッパから交易路を通じて南フランスにもたらされたようである。カタリ派はブルガリ派（ブルガリア派）とよばれることもあったが、これは東欧に広まっていたボゴミル派とつながりがあったことを示している。カタリ派の教義にはボゴミル派のそれと非常によく似ている部分がある。また小パウロ派とよばれる一派の思想とも近いことが指摘されており、なんらかの関係があったと考えられる。
カタリ派運動のそもそもの起源は、当時のカトリック教会の聖職者の汚職や堕落に反対する民衆運動であったと思われる。
カタリ派には「完徳者」（perfecti）と「信徒」(credentes)という二つのグループが存在していた。数でいえば、完徳者はほんの少数であり、大部分は信徒であった。信徒は完徳者とちがって完全な禁忌を課せられていなかった。完徳者はカタリ派の教義を完全に実行するものという意味で、厳しい禁欲生活や労働の否定など完全に世俗と断絶した生活を送ることが要求されていた。カタリ派ではこの完徳者たちがいわば聖職者として信徒を指導していた。この完徳者には男性でも女性でもなれた事から、カトリックとは違い女性でも高い地位を得る事ができた。
南フランスのリムーザンでは1012年から1020年の間にカタリ派が増えたという記録がある。トゥールーズでは1022年にカタリ派信徒の最初の処刑が行われている。シャルー教会会議（1028年）およびトゥールーズ教会会議（1056年）においてカタリ派は正式に異端であると宣言されたが、その勢いは強まる一方であった。
カタリ派対策として1100年代にはさかんにカタリ派地域に司祭や説教者が送り込まれ、説得によってカトリック教会へ復帰させる努力が行われた。しかし、カタリ派は当時フランスの王権から独立していたトゥールーズ伯など諸侯の庇護を受け、政治問題化しはじめていたため、効果があがらなかった。カトリック教会の聖職者の堕落を見慣れてしまった民衆は、完全な禁欲生活を送るカタリ派の完徳者の姿に強い感銘を受け、心ひかれた。

### 興亡
1147年、教皇エウゲニウス3世はカタリ派の増えていた地域へ説教師たちを派遣してカタリ派信徒を穏健にカトリック教会へ復帰させようとした。しかし、クレルヴォーのベルナルドゥスなどのわずかな成功例を除けば、ほとんどの人が耳を傾けずに失敗に終わった。
その後、トゥール教会会議（1163年）や第3ラテラン公会議（1179年）においてカタリ派の禁止が正式に決定された。当初は教皇が南フランスへ特使を派遣してカタリ派信徒たちにカトリック教会への復帰を呼びかけるという方法がとられていたが、南フランスに割拠していた領主たちがフランス王権の及ばない範囲にいて教皇庁の影響力をおよぶことを嫌い、その後押しを受けた地元の司教たちも教皇使節の介入を拒否した。
カタリ派の問題が政治問題化し始めたことを危惧した教皇庁は南フランスの司教たちの統治権を停止、ピエール・ド・カステルノーを現地に派遣した。カステルノーはカタリ派を保護していた世俗君主たちを破門したが、ローマへ帰還する途中で暗殺された。確証はないものの、教皇使節暗殺の黒幕は同地の領主トゥールーズ伯であったとされている。

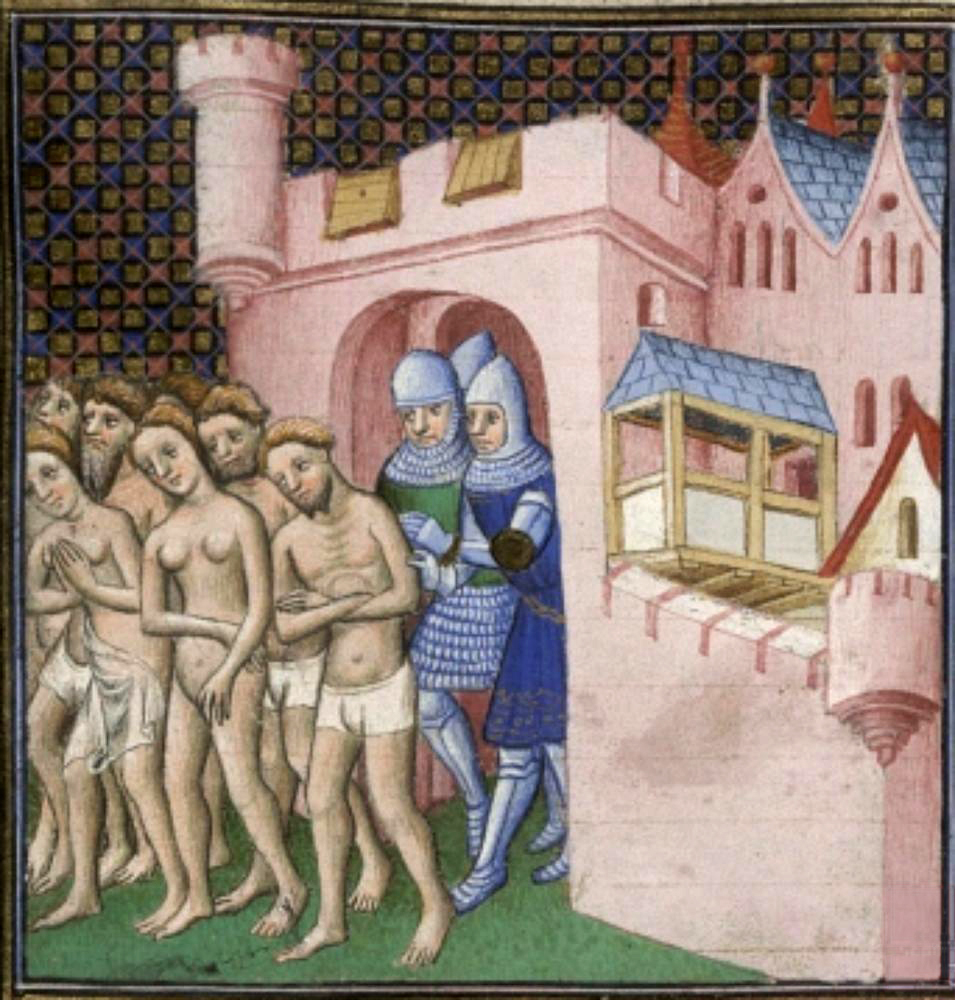
カルカソンヌにおけるカタリ派の追放を描いた絵画（1209年）

ここにおいて教皇庁はフランス王フィリップ2世と協議。南フランスを自らの支配下におさめて全フランスを王権のもとにおきたいと願ったフランス王の思惑とカタリ派（アルビ派）の拡大に悩む教皇庁の思惑が一致して、フランス王の指導のもとに、1209年、カタリ派とカタリ派を保護する諸侯を撃破するための十字軍が編成された。これが「アルビジョア十字軍」である。十字軍は南フランスで抵抗する領主たちを撃破し、一部でカタリ派信徒を大量虐殺した。最終的に1229年にパリで和平協定が結ばれ、トゥールーズ伯が王への服従とカトリック信仰への復帰を表明するという形でフランス南部がようやくフランス王の版図に組み込まれた。この十字軍は宗教的な理由によるものというより、フランス王と北部の諸侯たちが、王権に服従していなかった南部の諸侯たちを屈服させるために行った軍事行動であった。

審問者は棄教を誓った元カタリ派信徒に対して、衣服に「黄色い十字架」を縫い付ける事を要求した。

1229年、カタリ派への対抗策として異端審問制度が実施された。南フランスにおける異端審問は13世紀を通じて行われた。1244年、カタリ派の最後の砦であったモンセギュールが陥落し、立て篭っていた多くのカタリ派信者が改宗を拒んで火刑に処せられた。その後も捕らえられたカタリ派指導者たちが異端審問によって処刑を宣告された上、世俗領主に引き渡されて処刑されたことで徐々に南フランスにおけるカタリ派の影響力は低下していった。最後の「完徳者」ギョーム・ベリパストが捕らえられたのは1321年であった。1330年を過ぎると異端審問所の資料からカタリ派の名前は消えていき、信徒たちは山中や森に逃れ、各地へ離散していった。捕らえられた信徒の多くは処刑されたが、この際にカタリ派の信仰を捨てる事を誓った者は、衣服に黄色い十字架を縫い付け、他のキリスト教徒とは隔離された場所での生活を義務付けられる事で罪が赦される場合もあったという。
カタリ派や（同様に異端とされた）ヴァルド派はもともとはキリスト教を改革しようという民衆運動に端を発したものでフランシスコ会などの托鉢修道会と同じルーツにもとづいたものであった。カタリ派信徒の中には托鉢修道会に合流したものもあったという。
アナバプテストのうちランドマーク・バプテストは、カタリ派がキリスト教であり、その信仰を継承しているとする。

## 関連記事
- アルビジョア十字軍
- ボゴミル派

## 関連文献
- フェルナン・ニール『異端カタリ派』 渡邉昌美訳、白水社 文庫クセジュ、1979年。 ISBN 4560056250
- 渡邊昌美『異端カタリ派の研究 - 中世南フランスの歴史と信仰』 岩波書店、1989年。ISBN 4000001299
- ルネ・ネッリ『異端カタリ派の哲学』 柴田和雄訳、法政大学出版局、1996年。ISBN 4588005472
- ユーリー・ストヤノフ『ヨーロッパ異端の源流―カタリ派とボゴミール派』 三浦清美訳、平凡社、2001年。ISBN 4582707130
- E.ル・ロワ・ラデュリ『モンタイユー』上・下、井上幸治・渡邊昌美・波木居純一訳、刀水書房、1991年
- Gilles C H Nullens 『正統と異端 第一巻 異端カタリ派』 無頼出版。ISBN 978-4903077031
- アルノ・ボルスト『中世の異端 カタリ派』 藤代幸一訳、新泉社、1975年。ASIN B000J9AT08
- 原田武『異端カタリ派と転生』 人文書院、1991年。ISBN 4409420100
- オットー・ラーン『聖杯十字軍 -カタリ派の悲劇』 無頼出版、2012年。ISBN 978-4903077109
- ミシェル・ロクベール『異端カタリ派の歴史 十一世紀から十四世紀にいたる信仰、十字軍、審問』武藤剛史訳、講談社（講談社選書メチエ）、2016年。ISBN 978-4062585026

小説
- 笠井潔『サマー・アポカリプス』角川書店、1981年
- 堀田善衛『路上の人』新潮社、1985年　のち新潮文庫
- 坂東眞砂子『旅涯ての地』角川書店、1998年。ISBN 4048731149
- 佐藤賢一『オクシタニア』集英社文庫、2006年。ISBN 4087460657
- 帚木蓬生『聖灰の暗号』新潮社（上下）、2007年。上：ISBN 9784103314141／下：ISBN 9784103314158